# 810'erne
Århundreder: 8. århundrede – 9. århundrede – 10. århundrede
Årtier: 770'erne 780'erne 790'erne 800'erne – 810'erne – 820'erne 830'erne 840'erne 850'erne 860'erne 870'erne
År: 810 811 812 813 814 815 816 817 818 819